# Chastellet
Chastellet (hebr. מצד עטרת, Mecad Ateret) - zamek templariuszy w Galilei, u Brodu Jakuba, położony nad rzeką Jordan około 12 kilometrów na północ od jeziora Tyberiadzkiego. Wzniesiono go w 1178, by strzegł przeprawy przez Jordan. W czerwcu 1179 zamek odparł oblężenie Saladyna, jednak obrońcy byli bezradni wobec ponownego ataku w sierpniu i zamek wpadł w ręce Saracenów.